# Brazos Bend, Texas
Brazos Bend là một thành phố thuộc quận Hood, tiểu bang Texas, Hoa Kỳ. Năm 2010, dân số của xã này là 305 người.

## Dân số
- Dân số năm 2000: người.
- Dân số năm 2010: 305 người.